# 吉普瑟姆鎮區 (堪薩斯州塞奇威克縣)
吉普瑟姆鎮區（英語：Gypsum Township）為美國堪薩斯州塞奇威克縣轄下的鎮區。2010年美国人口普查中此鎮區人口有7,379人。

## 地理
吉普瑟姆鎮區涵蓋總面積為91.2平方（35.20平方英里），其中陸地面積為90.6平方（34.98平方英里），水域面積為0.57平方（0.22平方英里）或0.63%。海拔高度410（1,350英尺）。

## 人口統計
根據2010年美國人口普查，吉普瑟姆鎮區人口有7,379人，其中男性有3,808人，女性有3,571人，人口密度為每平方公里80.97人，住房計2,939戶。鎮區內的白人有6,364人，非裔美國人有341人，美洲原住民有64人，亞裔美國人有251人，太平洋島裔美國人有13人，其他種族有104人，混血種族則有242人。此外鎮區內有485人為西班牙裔或拉丁裔美國人。此鎮區之年齡中位數為28.9歲，而男性年齡中位數為27.6歲，女性年齡中位數為30.7歲。